# Енин, Евгений Владимирович
Евгений Владимирович Енин (укр. Євгеній Володимирович Єнін; 19 ноября 1980, Днепропетровск, УССР, СССР ― 18 января 2023, Бровары, Киевская область, Украина) ― украинский дипломат и юрист. Первый заместитель Министра внутренних дел Украины с 6 сентября 2021 по 18 января 2023 года. Занимал должность заместителя Министра иностранных дел Украины с 15 апреля 2020 по 6 сентября 2021 года, должность заместителя Генерального прокурора Украины с 2016 по 2019 годы.
Член Комиссии при Президенте Украины по гражданству. Агент Украины по делам Украины против РФ в международных судах. Советник-посланник Посольства Украины в Италии (2012—2016). Погиб в авиакатастрофе в Броварах 18 января 2023 года.

## Биография

### Образование и ранние годы
Родился 19 ноября 1980 года в Днепре.
С июля 1997 по июнь 2002 года ― курсант Национальной академии СБУ. В 2002 году окончил с отличием Национальную академию Службы безопасности Украины и получил полное высшее образование по специальности «Правоведение».
В 2010 году защитил диссертацию по теме «Обеспечение национальных интересов Украины в процессе урегулирования приднестровского конфликта» и получил научную степень кандидата политических наук по специальности «Основы национальной безопасности государства».
В 2012 году окончил Украинский государственный университет финансов и международной торговли и получил квалификацию юрист-международник.
С июля 2002 по декабрь 2005 года ― проходил военную службу на должностях офицерского состава в оперативных подразделениях Службы безопасности Украины и Службы внешней разведки Украины.
Он свободно говорил на английском, румынском, итальянском языках.

### Профессиональная деятельность
С декабря 2005 по март 2010 года занимал должности третьего и второго секретаря Посольства Украины в Республике Молдова.
С марта по июль 2010 года ― второй секретарь сектора по вопросам приднестровского урегулирования Министерства иностранных дел Украины.
С октября 2010 по сентябрь 2011 года ― второй и первый секретарь отдела стран Дальнего Востока Шестого территориального департамента Министерства иностранных дел Украины.
С сентября по ноябрь 2011 года ― исполнял обязанности начальника второго восточноевропейского отдела Четвёртого территориального департамента Министерства иностранных дел Украины.
С ноября 2011 по ноябрь 2012 года — исполнял обязанности начальника, начальника отдела Причерноморских стран Управления стран Южной Европы, Балкан и Южного Кавказа Третьего территориального департамента Министерства иностранных дел Украины.
В должности начальника отдела Румынии, Молдовы и Балкан МИД Украины принимал участие в переговорном процессе с Правительством Молдовы по «пакетному урегулированию» проблемных вопросов двусторонних отношений (демаркация, взаимное признание собственности, экологические вопросы). Результатом стало начало демаркации приднестровского участка украинско-молдавской границы.
С ноября 2012 по декабрь 2014 года занимал должность советника Посольства Украины в Итальянской Республике.
С декабря 2014 по июнь 2016 года ― советник-посланник Посольства Украины в Итальянской Республике.
С июля 2019 года по апрель 2020 года Енин занимал должность заместителя исполнительного директора Украинского института будущего, эксперта-консультанта Постоянной комиссии Верховной Рады Украины по вопросам правоохранительной деятельности.

### Заместитель Генерального прокурора Украины
7 июня 2016 года ― назначен заместителем Генерального прокурора Украины.
В должности заместителя Генерального прокурора Украины занимался вопросами международного сотрудничества во время уголовного производства, в частности по выявлению, аресту и возвращению в Украину преступных активов, а также по розыску и экстрадиции в Украину беглых ВИП, выдачи из Украины правонарушителей по запросам иностранных государств. Координировал сотрудничество Украины с Международным уголовным судом.
Подал в отставку в апреле 2019 года.

### Заместитель Министра иностранных дел Украины
С 15 апреля 2020 года ― заместитель Министра МИД Украины Дмитрия Кулебы. В Министерстве иностранных дел отвечал за политику Украины в Азии. Он представлял Украину в международных спорах против Российской Федерации и переговорах с Ираном по поводу крушения самолёта PS 752.
24 августа 2021 года присвоен дипломатический ранг Чрезвычайного и Полномочного Посланника второго класса.
31 августа 2021 года он был уволен с должности заместителя министра иностранных дел в ожидании назначения первым заместителем министра внутренних дел Украины.

### Первый заместитель Министра внутренних дел Украины
С 6 сентября 2021 по 18 января 2023 года — первый заместитель Министра МВД Дениса Монастырского.

### Агент Украины в международных судах
Президент Украины Владимир Зеленский 21 мая 2020 года уполномочил Енина выступать агентом Украины по делам Украины против Российской Федерации, рассматриваемым Международным Судом ООН о нарушении Российской Федерацией Международной конвенции о борьбе с финансированием терроризма и Международной конвенции о ликвидации всех форм расовой дискриминации и арбитражными трибуналами и соответственно осуществлять представительство Украины по указанным делам.
22 мая 2020 года Украина подготовила меморандум для Международного трибунала ООН, в котором содержатся объяснения с доказательными материалами, в процессе против РФ по Конвенции ООН по морскому праву.
«В этом документе — факты, доказательства, свидетельские показания о нарушениях Россией международных конвенций, которые имели место в 2018 году в районе Керченского пролива. Благодаря решительным действиям Президента Украины наши моряки вернулись домой. Но моральный и материальный ущерб, причиненный за время незаконного содержания нашим военным и судам, имеет свою цену. И мы не оставим это без международного правового ответа», — написал Енин на своей странице в Facebook.

## Законотворческая деятельность
С июля 2019 по апрель 2020 года занимал должность заместителя исполнительного директора Украинского института будущего и внештатного консультанта Комитета Верховной Рады Украины по вопросам правоохранительной деятельности. За этот период принял участие в подготовке, разработке и проработке ряда законопроектов.
31 июля 2020 года в Украинском институте будущего состоялась презентация книги по соавторству Енина «Конфликты, изменившие мир».

## Награды
Указами Президента Украины награждён орденом «За мужество» ІІІ степени и орденом «За заслуги» ІІІ степени.

## Семья
Был женат, имел двоих детей.

## Гибель
Погиб утром 18 января 2023 года в результате падения вертолёта ГСЧС Украины в городе Бровары, Киевской области. Енин вместе с министром внутренних дел Денисом Монастырским и госсекретарём МВД Юрием Лубковичем погибли в результате крушения вертолёта 18 января 2023 года в Броварах, восточном пригороде Киева. При падении вертолёт врезался в детский сад, среди 14 погибших был ребёнок. По меньшей мере 25 человек получили ранения. Похоронен 21 января 2023 года на Байковом кладбище в Киеве.